# Sthenelais luxuriosa
Sthenelais luxuriosa är en ringmaskart som beskrevs av Grube 1875. Sthenelais luxuriosa ingår i släktet Sthenelais och familjen Sigalionidae. Inga underarter finns listade i Catalogue of Life.